# Likoris
Likoris (lat. Lycoris), rod lukovačastih trajnica iz porodice Amaryllidaceae, dio je tribusa Lycorideae. Postoje dvadesetak vrsta raširenih po Aziji od Nepala do Japana.
Po životnom obliku su geofiti. neke vrste uvezene su u Sjevernu Ameriku (L. squamigera, L. radiata
)

## Vrste
1. Lycoris × albiflora Koidz.
2. Lycoris anhuiensis Y.Xu & G.J.Fan
3. Lycoris argentea Worsley
4. Lycoris aurea (L'Hér.) Herb.
5. Lycoris caldwellii Traub
6. Lycoris × chejuensis K.H.Tae & S.C.Ko
7. Lycoris chinensis Traub
8. Lycoris guangxiensis Y.Xu & G.J.Fan
9. Lycoris haywardii Traub
10. Lycoris houdyshelii Traub
11. Lycoris × hubeiensis Kun Liu
12. Lycoris hunanensis M.H.Quan, L.J.Ou & C.W.She
13. Lycoris incarnata Comes ex Sprenger
14. Lycoris josephinae Traub
15. Lycoris longituba Y.C.Hsu & G.J.Fan
16. Lycoris radiata (L'Hér.) Herb.
17. Lycoris rosea Traub & Moldenke
18. Lycoris sanguinea Maxim.
19. Lycoris shaanxiensis Y.Xu & Z.B.Hu
20. Lycoris sprengeri Comes ex Baker
21. Lycoris squamigera Maxim.
22. Lycoris straminea Lindl.
23. Lycoris traubii W.Hayw.